# Depreissia
Depreissia is een geslacht van spinnen uit de familie springspinnen (Salticidae).

## Soorten
De volgende soorten zijn bij het geslacht ingedeeld:
- Depreissia decipiens Deeleman-Reinhold & Floren, 2003
- Depreissia myrmex Lessert, 1942